# Tergola
Il fiume Tergola (Tèrgoła in veneto) è un corso d’acqua del Veneto.

## Percorso
Nasce dalle risorgive della palude di Onara, un'area naturalistica sita tra i comuni di Cittadella, San Giorgio in Bosco e Tombolo. Scorre grossomodo in direzione sudest, toccando gli abitati di Onara, Sant'Anna Morosina, Villa del Conte, Santa Giustina in Colle, San Giorgio delle Pertiche, Bronzola e Sant'Andrea di Campodarsego, dove si divide in due rami che si ricongiungono tra Pionca e Peraga. Dopo Vigonza, le acque scorrono in un alveo artificiale (scolo Veraro) che sfocia nel Naviglio del Brenta presso Stra.
Secondo l'Olivieri, l'idronimo deriverebbe dal latino turbidus "torbido". Il primo riferimento scritto emerge in un documento dell'839 (Tercola).
A sud di Sant'Andrea, in zona di Codiverno di Vigonza, alimenta i  rii Cognaro e  Volpin, che scorrono paralleli alle omonime strade del graticolato romano a sud della strada decumano  Caltana e si ricongiungono a Vetrego prima di sfociare nel rio Pionca, anch'esso alimentato dal Tergola. 

## L'uso delle acque dei rii
Nei secoli le acque prelevate dalla Tergola che alimentano i rii (per esempio il Cognaro)  erano utilizzate per la macerazione della canapa e del lino  con gravi problemi per la salute pubblica. Una situazione così allarmante che il parroco di Murelle - don Domenico Facciolati -  si rivolse ai Procuratori della Repubblica di Venezia con questa lettera di denuncia: 
Fò giurata fede io sottoscritto che quelli che pongono canevi o lini ad immarsirsi nelli correnti cioè Cognaro, Caltana e Fiumicello preiudicano moltissimo alla salute di quasi tutti i miei parrocchiani. Perché  essendoci pochi pozzi e questi poveri  d'acqua sono costretti servirsi  per cusinare ed anche bevere  di quell'acqua putrefatta e vivere  per molti giorni in quel fetantissimo odore e ciò con quanto danno della loro salute che però si ricorre a questo Supremo Magistrato con speranza di otenere  l'opportuno riparo. »